# Paudorf
Paudorf ist eine Marktgemeinde mit 2714 Einwohnern (Stand 1. Jänner 2025) im Bezirk Krems-Land in Niederösterreich.
Paudorf ist vor allem bekannt wegen des größten Mammutbaum-Bestands in ganz Österreich, eines Steinbruchs und des großflächigen Weinbaus.

## Geografie

### Geografische Lage

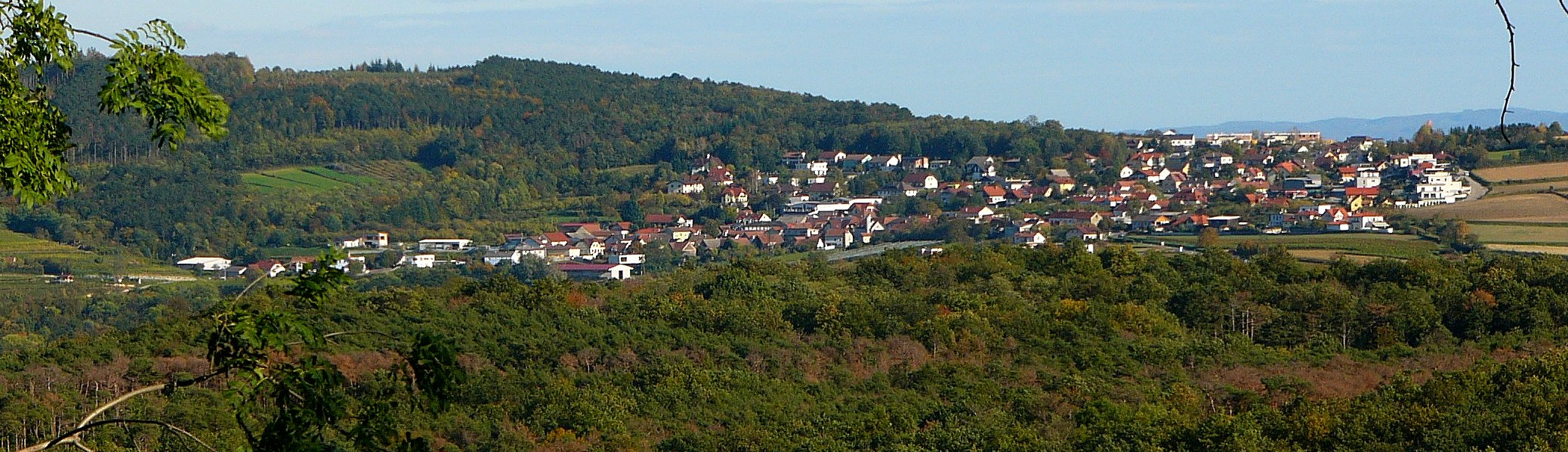
Krustetten vom Benediktinerstift Göttweig aus gesehen

Das längliche, ost-westlich orientierte Gemeindegebiet von Paudorf umfasst 30,09 km². Die Gemeinde liegt im Weinbaugebiet Kremstal im nördlichsten Teil des Mostviertels.
Der höchste Punkt der Gemeinde ist der Statzberg mit 580 m ü. A.
Paudorf liegt am östlichen Ausläufer des Dunkelsteinerwaldes, der landschaftlich dem Waldviertel gleicht. Es handelt sich dabei geologisch um den südlich der Donau gelegenen Bereich des Kristallins der Böhmischen Masse. Dieser alte Gebirgskern baut das gesamte Waldviertel auf und prägt dessen Oberflächenform und Landschaftscharakter.
Die Ortschaft Paudorf liegt in der Mitte des Gemeindegebiets an der Nord-Süd verlaufenden Hauptstraße von Krems nach St. Pölten.
Die in Karlstetten entspringende Fladnitz durchfließt den Ort von Süden kommend nach Norden in Richtung Donau.
Der Hauptort auf 257 m ü. A., gemessen beim Gemeindeamt im Ortszentrum Paudorf, ist gleichzeitig der tiefste Punkt der Gemeinde.

### Geologie und Flächennutzung
Die Berge des Dunkelsteinerwalds um die Orte Paudorf und Meidling und weiter im Westen der Gemeinde bestehen aus Granuliten mit eingeschalteten Ultrabasitlinsen. Die Erweiterung des Steinbruchs Meidling (eröffnet 1896) in Bereiche westlich von Hörfarth ist seit mehreren Jahren ein Politikum in der Gemeinde, da Staub, Lärm und Güterverkehr die negativen Folgen der wirtschaftlichen Nutzung der anstehenden Gesteine sind. Auf den Höhen im Bereich der Hauptstraße und im Osten des Gemeindegebietes stehen tertiäre Ablagerungen an, insbesondere Konglomerate und Sande alter Flusssysteme. In den tieferen Bereichen um Paudorf und im Osten des Gemeindegebiets liegen quartäre Lössvorkommen. Eine alte Lehmgrube am Fuß des Waxenbergs im Nordwesten von Paudorf ist seit Jahrzehnten aufgelassen. Gegenüber den flachgründigen Böden der Granulitmassive sind die Böden, die sich im Löss entwickelten, deutlich mächtiger und auch fruchtbarer.
Rund 60 % der Gemeinde sind bewaldet. Die Wälder befinden sich hauptsächlich in der bergigen Westhälfte der Gemeinde. In der sanft hügeligen Osthälfte liegen die Orte Eggendorf, Höbenbach, Krustetten und Tiefenfucha innerhalb vorwiegend ackerbaulich genutzter Flächen mit kleineren Waldbeständen.

### Klima
Paudorf liegt in der gemäßigten Klimazone, im Übergangsbereich ozeanischer und kontinentaler Prägung. Über das Jahr liegt die Durchschnittstemperatur bei ca. 9,4 °C, im Januar knapp unter dem Gefrierpunkt, im Juli bei knapp 20 °C. Der durchschnittliche Jahresniederschlag liegt bei ca. 650 mm, mit einem Maximum im Spätfrühjahr bis Sommer. Westwinde dominieren im Jahresverlauf. Die Sommer können bei kontinentalem Einfluss mitunter sehr warm und trocken ausfallen. Gewitter mit Starkregen und Phasen mit dominierendem zyklonalem Regen sorgen dafür, dass das Niederschlagsmaximum dennoch im Sommer liegt. Die relative Trockenheit wird durch hohe Verdunstungsraten bewirkt. Die Winter sind kalt und gemäßigt feucht.

### Gemeindegliederung
Paudorf besteht aus sieben Katastralgemeinden, die auch eigene Ortschaften sind: (Einwohner Stand 1. Jänner 2025)
- Eggendorf (107) samt Panholz
- Höbenbach (389)
- Hörfarth (375) samt Hellerhof
- Krustetten (487)
- Meidling (204)
- Paudorf (910)
- Tiefenfucha (242)

Die meisten Einwohner hat die Ortschaft Paudorf, die wenigsten Eggendorf, das wenige hundert Meter östlich von Paudorf liegt. Alle anderen Ortschaften befinden sich südlich oder östlich vom Ortsteil Paudorf.

### Eingemeindungen
Mit 1. Jänner 1971 wurden die Gemeinden Höbenbach, Krustetten, Paudorf und Tiefenfucha zusammengelegt.

### Nachbargemeinden
| Mautern               | Krems                                       | Furth                |
| Bergern               | Kompassrose, die auf Nachbargemeinden zeigt | Nußdorf (St. Pölten) |
| Wölbling (St. Pölten) | Statzendorf (St. Pölten)                    |                      |

Die nächstgelegenen Städte sind Krems an der Donau, Traismauer, Langenlois, Herzogenburg und St. Pölten.

## Geschichte
Vor- und Frühgeschichte:
Die ersten Siedlungen in Paudorf konnten aus der Jungsteinzeit um 4500 Jahre v. Chr. nachgewiesen werden. Funde aus dieser Zeit sind die Venus von Höbenbach und das Fruchtbarkeitsidol, eine Skulptur, die eine weibliche Gestalt mit Tierhörnern darstellt. Der Ort Paudorf wurde erstmals im Jahr 1083 erwähnt, damals noch als Punamisdorf. Die Katastralgemeinden Eggendorf, Höbenbach und Krustetten wurden bereits im Jahr 1072 als Echindorf, Horiginpach und Crucistetin erwähnt. Aus dem Jahr 1290 ist Hörfarth als Herfuert und im Jahr 1302 ist Tiefenfucha als Fuchawe inferiori nachweisbar.
Neuzeit:
Im Jahr 1462 fand eine Schlacht zwischen Kaiser Friedrich III. und dem Ritter Fronauer in Paudorf statt (Frohnauer Fehde). Dabei wurden vor allem die Ortsteile Krustetten und Höbenbach stark beschädigt. Im Jahr 1481 eroberte der ungarische König Matthias Corvinus das Schloss Meidling. Erst im 16. Jahrhundert konnten die ungarischen Truppen zurückgeschlagen werden. Die nächste Schlacht ereignete sich im Jahr 1529, als die Osmanen im Zuge der Ersten Belagerung Wiens auch Paudorf angriffen und die Umgebung verwüsteten. Im Jahr 1645 plünderten im Dreißigjährigen Krieg kaiserliche Truppen zahlreiche Dörfer, darunter auch Paudorf, nachdem die Schlacht bei Jankau verloren gegangen war. Im Jahr 1683 kamen die Osmanen noch einmal im Zuge der Zweiten Belagerung Wiens nach Paudorf und verwüsteten den Ort und die Umgebung.
Im Jahr 1736 gab es im Gemeindeort Krustetten einen Großbrand und 1744 und 1768 weitere Brände in Höbenbach sowie mehrere Brandstiftungen um 1820. Im Jahr 1741 wurde Paudorf von Truppen des Kurfürsten von Bayern besetzt. Im Jahr 1850 bildeten sich die vier Gemeinden Paudorf (mit Hörfarth und Meidling), Höbenbach (mit Eggendorf), Krustetten und Tiefenfucha. 30 Jahre später pflanzte der spätere Abt Adalbert Dungel versuchsweise die ersten Mammutbäume am Eichberg. 1889 wurde die Bahnstrecke Herzogenburg–Krems, die durch Paudorf führt, gebaut. Die Eröffnung des Steinbruches 1896 war ein weiterer Schritt für die Wirtschaftsentwicklung des Ortes. 1971 wurden die vier Gemeinden unter dem Namen Paudorf vereinigt. Erst 1985 bekam die Gemeinde die Anerkennung als Marktgemeinde und erhielt ein Wappen.
Jüngere Geschichte:
1998 wurde der katholische Pfarrer Udo Fischer auf Grund kirchenkritischer Aussagen von Bischof Krenn seines Amtes als Pfarrer enthoben. Trotzdem bestätigte ihn der Abt des Stiftes Gottweig, zu dem die Pfarre Paudorf gehört. Erst 2005 setzte ihn Bischof Klaus Küng, der Nachfolger Krenns, wieder als Pfarrer der Diözese ein und rehabilitierte ihn.

### Religion

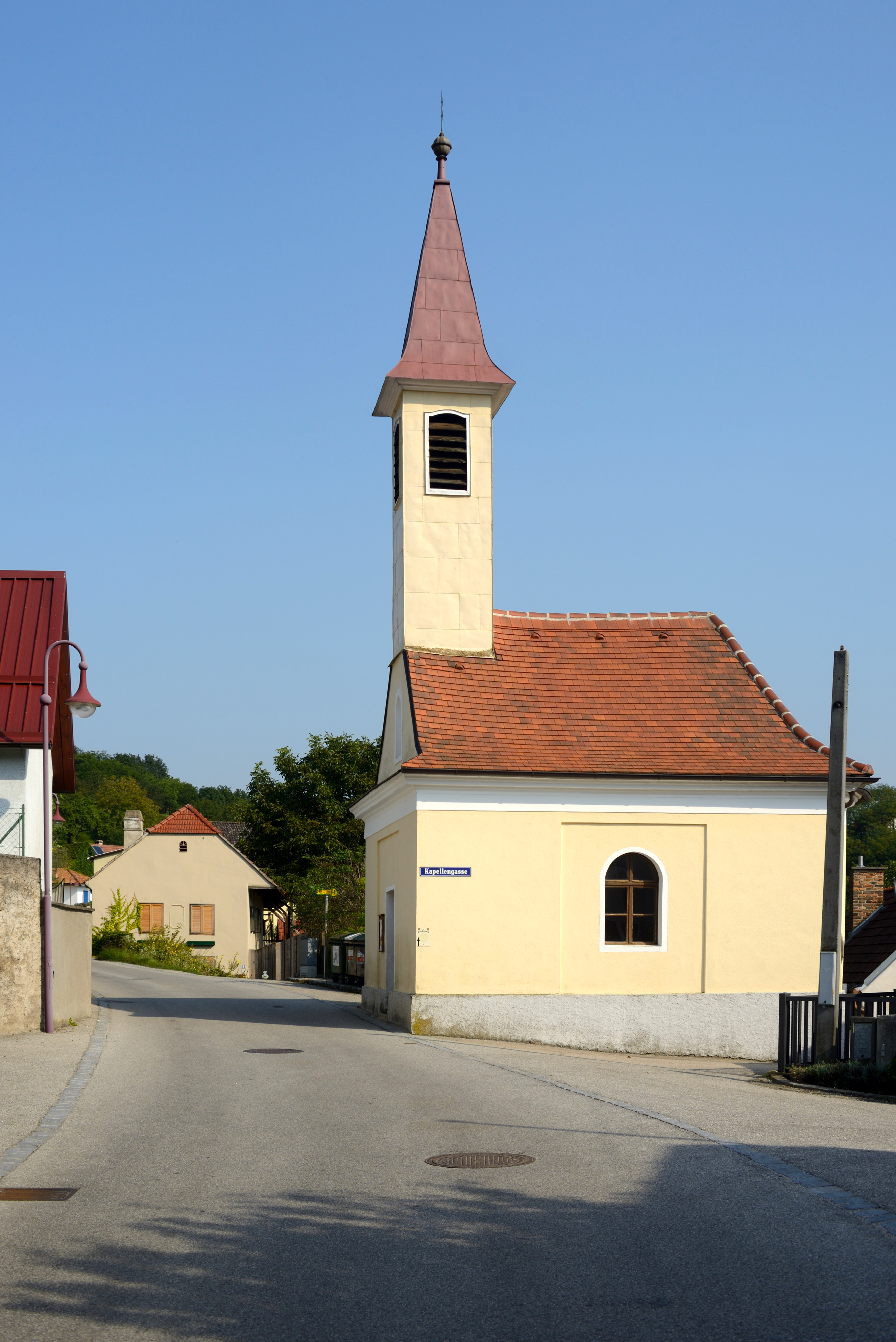
Ortskapelle von Paudorf

Seit jeher besteht eine enge Verbindung zwischen der Pfarre von Paudorf und dem Stift Göttweig, welches sich am Berg Göttweig in der Marktgemeinde Furth an der Grenze zu Paudorf befindet. Die Pfarre von Paudorf hat sich 1991 von „Pfarre Göttweig“ in „Pfarre Paudorf-Göttweig“ umbenannt.
Die Stiftskirche, welche am 9. September 1083 eingeweiht wurde, war der Auslöser der Gründung einer eigenen Pfarre von Paudorf. Im Jahr 1130 wurde direkt neben dem Stift die Pfarrkirche St. Gotthard im romanischen Stil gebaut. Diese wies zu jener Zeit den höchsten Turm der gesamten Anlage am Berg Göttweig auf, bevor sie abgerissen wurde. An der gleichen Stelle wurde in den Jahren 1403 bis 1414 erneut die Pfarrkirche St. Gotthard, jedoch im gotischen Stil errichtet. Diese wurde bei einem großen Brand des Stiftes im Jahr 1718 stark beschädigt und später aufgrund des dabei verursachten zu starken Schadens abgerissen. Bis zum 12. September 1993 war das Stift Göttweig die Hauptkirche der Marktgemeinde. Dann wurde die modern gestaltete Pfarrkirche St. Altmann im Hellerhof eingeweiht und ist seitdem die Hauptkirche und Sitz der Pfarre Paudorf-Göttweig ist.
Der Großteil der Bevölkerung von Paudorf ist römisch-katholischer Konfession. Bei der Volkszählung 2001 betrug der Anteil der Personen mit römisch-katholischem Bekenntnis 87,7 % (2096 Personen). Dahinter folgten 2,6 % (61) mit islamischer und 1,4 % (34) mit evangelischer Glaubensrichtung. 7,2 % (173) der Einwohner waren ohne religiöses Bekenntnis.
Der Hellerhof, auf dem sich die Pfarrkirche St. Altmann und die barocke Kapelle des Johannes dem Täufer befinden, liegt südöstlich des Ortszentrums. In jeder Katastralgemeinde der Gemeinde befindet sich zudem eine Kapelle, in der regelmäßig eine Messe gefeiert wird. Bis auf die Schlosskapelle in Meidling aus dem Jahr 1444 wurden alle Kapellen im 19. oder 20. Jahrhundert errichtet. Die Schlosskapelle wurde 2003 renoviert.

### Bevölkerungsentwicklung
| Paudorf: Einwohnerzahlen von 1869 bis 2025          | Paudorf: Einwohnerzahlen von 1869 bis 2025 | Paudorf: Einwohnerzahlen von 1869 bis 2025 | Paudorf: Einwohnerzahlen von 1869 bis 2025 | Paudorf: Einwohnerzahlen von 1869 bis 2025 |
| --------------------------------------------------- | ------------------------------------------ | ------------------------------------------ | ------------------------------------------ | ------------------------------------------ |
| Jahr                                                |                                            |                                            |                                            | Einwohner                                  |
| 1869                                                | 1869                                       |                                            | 1.367                                      | 1.367                                      |
| 1880                                                | 1880                                       |                                            | 1.434                                      | 1.434                                      |
| 1890                                                | 1890                                       |                                            | 1.399                                      | 1.399                                      |
| 1900                                                | 1900                                       |                                            | 1.510                                      | 1.510                                      |
| 1910                                                | 1910                                       |                                            | 1.568                                      | 1.568                                      |
| 1923                                                | 1923                                       |                                            | 1.576                                      | 1.576                                      |
| 1934                                                | 1934                                       |                                            | 1.738                                      | 1.738                                      |
| 1939                                                | 1939                                       |                                            | 1.762                                      | 1.762                                      |
| 1951                                                | 1951                                       |                                            | 1.805                                      | 1.805                                      |
| 1961                                                | 1961                                       |                                            | 1.856                                      | 1.856                                      |
| 1971                                                | 1971                                       |                                            | 1.907                                      | 1.907                                      |
| 1981                                                | 1981                                       |                                            | 2.109                                      | 2.109                                      |
| 1991                                                | 1991                                       |                                            | 2.239                                      | 2.239                                      |
| 2001                                                | 2001                                       |                                            | 2.389                                      | 2.389                                      |
| 2011                                                | 2011                                       |                                            | 2.454                                      | 2.454                                      |
| 2021                                                | 2021                                       |                                            | 2.645                                      | 2.645                                      |
| 2025                                                | 2025                                       |                                            | 2.714                                      | 2.714                                      |
| Quelle(n): Statistik Austria, Gebietsstand 1.1.2021 |                                            |                                            |                                            |                                            |

Das Gemeindegebiet ist mit einer Bevölkerungsdichte von 81 Einwohnern pro Quadratkilometer durchschnittlich besiedelt (zum Vergleich: Niederösterreich hat 83, Österreich 98 Einwohner je Quadratkilometer). Im Gegensatz zu vielen kleineren Orten in Niederösterreich setzte in den letzten Jahren keine Tendenz zur Abwanderung in die umliegenden Städte ein. Während die Bevölkerung von Paudorf in den Jahren 1991 bis 2001 um 6,2 % zugelegt hat, betrug die Zunahme im gesamten Bezirk Krems-Land nur 3,4 %.
Die erste Bevölkerungszählung im Jahr 1869 verzeichnete 1367 Personen. Von da an setzte bis auf die Zeit von 1880 bis 1890 ein stetiger Zuwachs ein. Bereits 1900 konnten 1510 Personen gezählt werden. Nach dem Ersten Weltkrieg hatte Paudorf ein hohes Wachstum zu verzeichnen und 1934 hatten sich schon 1738 Bürger in der Gemeinde angesiedelt. Nach dem Zweiten Weltkrieg erhöhte sich die Bevölkerung wiederum. Nach der Volkszählung im Jahr 1971 wuchs die Bevölkerung rasant. 1981 konnten bereits über 2000 Einwohner gezählt werden. Maßgebend dafür war neben der positiven Wanderungsbilanz (Vergleich 1981 zu 1991: +111, bis 2001 plus 62, bis 2011 plus 31) die ebenfalls positive Geburtenbilanz (+29 / +78 / +34). Hier liegt Paudorf deutlich über den Werten des Bezirks Krems-Land (+0,0 %) und des Landes Niederösterreich (−0,5 %).

#### Bevölkerungsstruktur
Mit Stichtag 1. Jänner 2008 betrug die Einwohnerzahl 1937 (1184 männlich/1255 weiblich). Davon waren 381 unter 15 Jahren (188/193), 1620 im Alter von 15 bis 60 Jahren (811/809) und 438 über 60 Jahre alt (185/253). Die meisten Frauen waren im Alter von 35 bis 39 Jahren (insgesamt 109), die meisten Männer im Alter von 45 bis 49 (insgesamt 121).

#### Herkunft und Sprache
2291 (95,9 %) Einwohner von Paudorf gaben 2001 Deutsch als Umgangssprache an. Weitere 61 Personen (2,6 %) sprachen hauptsächlich türkisch, jeweils fünf (0,2 %) sprachen kroatisch und tschechisch, drei (0,1 %) ungarisch, jeweils einer (0,0 %) slowenisch und bosnisch. Die Sprachen von 22 Einwohnern waren unbekannt (0,9 %). Von der Bevölkerung (Stand 1. Januar 2008) waren 2365 (97,0 %) Bürger österreichische Staatsbürger, 74 Einwohner (3,0 %) waren es nicht. Diese teilten sich auf 19 (0,8 %) Asiatische und jeweils 11 (0,5 %) türkische bzw. deutsche Staatsbürger. Dahinter folgten sieben (0,3 %) Einwohner mit einer ehemaligen jugoslawischen Staatsbürgerschaft und fünf (0,2 %) US-Amerikaner. Insgesamt waren 2008 5,0 % der Bevölkerung in einem anderen Land als in Österreich geboren.

## Kultur und Sehenswürdigkeiten

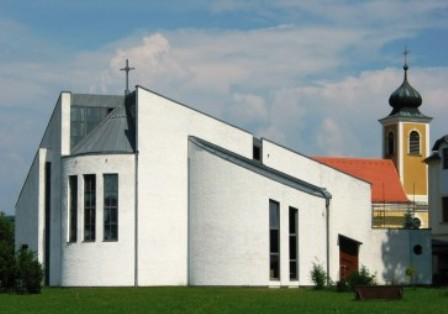
Pfarrkirche Paudorf-Göttweig

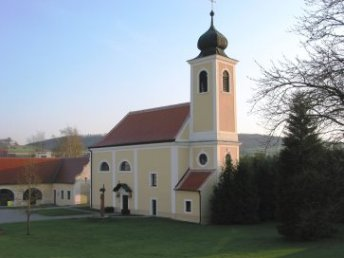
Alte Hellerhofkapelle Johannes d. Täufers

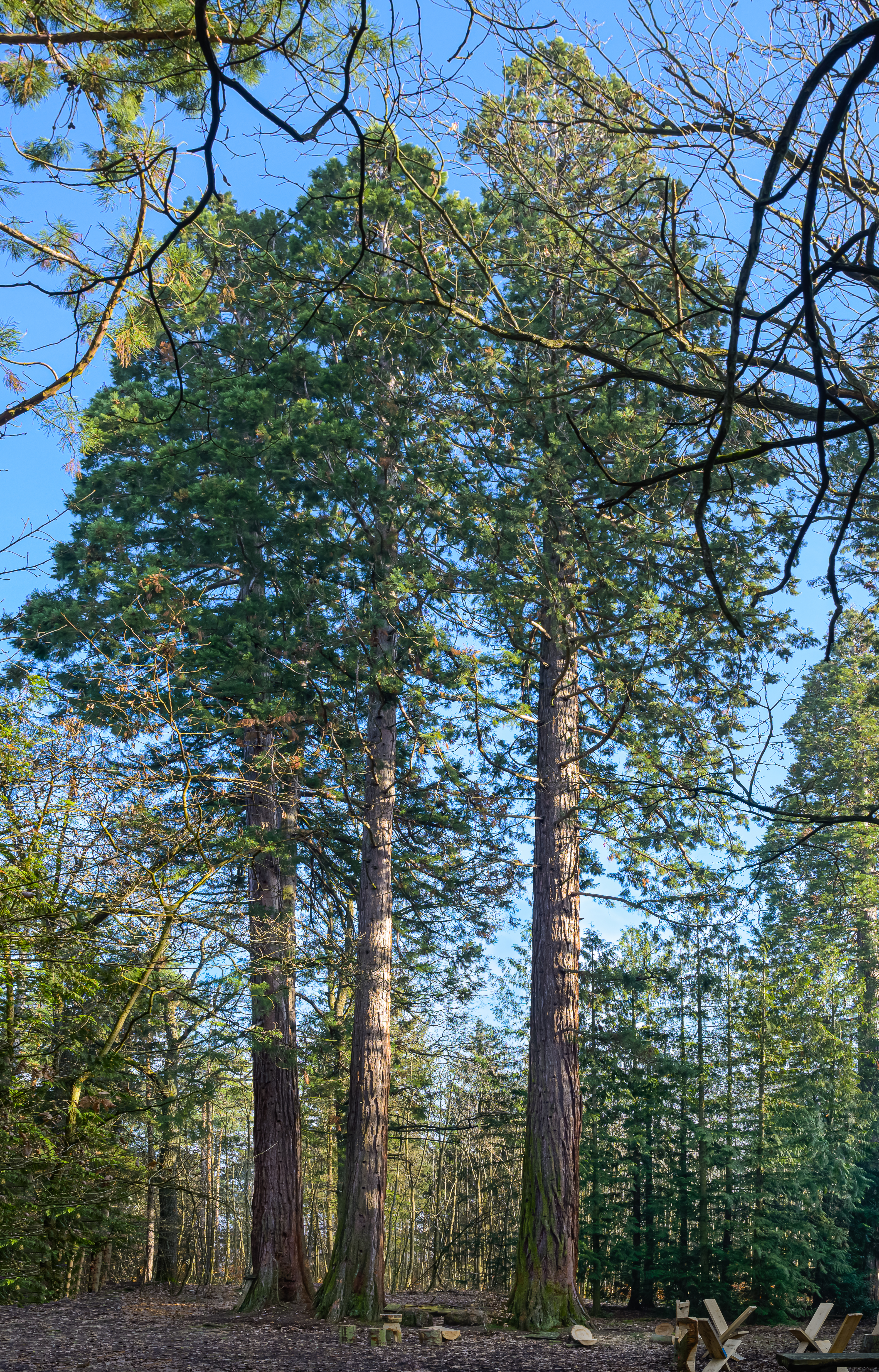
Mammutbäume am Eichberg

- Hellerhof:  Der Hellerhof, auf dem sich das Hauptgebäude der modernen Pfarrkirche St. Altmann und die alte Kapelle Johannes des Täufers befinden, ist das Pfarrzentrum und der Sitz der Pfarre Paudorf-Göttweig. Die Geschichte des Hellerhofes geht bis auf das Mittelalter zurück, als der Salzburger Erzbischof Dietmar I. den Platz kaufte, um damit den Ort Dietmarsdorf zu gründen. In den Jahren 1650 bis 1651 ließ der Abt Gregor Heller Dietmarsdorf in einen Rekreationshof umbauen und diesen in Hellerhof umbenennen. Nach einem großen Brand wurde 1678 die Kapelle errichtet. In späteren Jahren wurde der Hellerhof erweitert.
- Im Schaugarten des Hellerhofs befindet sich eine Büste Richard Bambergers, der aus Paudorf stammte und unter anderem den Österreichischen Buchklub der Jugend gründete.
- Mammutbäume: Im Jahr 1880 legte der spätere Abt Adalbert Dungel mehrere Samen der Wellingtonia gigantea auf dem Plateau des vom Ortszentrum südwestlich gelegenen Eichbergs in die Erde. Heute gehören die Mammutbäume, die so genannten Adalbert-Wellingtonien, zu den größten zusammenstehenden Beständen in Mitteleuropa.  Die Göttweiger-Wald-Erlebniswelt wurde am 22. Oktober 2004 vom Forstbetrieb Stift Göttweig, dem Land Niederösterreich und dem Ökogymnasium der Englischen Fräulein in Krems eröffnet. Die Besucher haben die Möglichkeit, über 30 verschiedene heimische Baum- und Straucharten kennenzulernen und Hintergrundinformationen zu bekommen. Zudem gibt es im Arboretum, dem Baumgarten bei den Mammutbäumen, die Möglichkeit, weitere 50 Baumarten aus aller Welt zu betrachten.[11][2]

- Steinbruch: Der 1896 eröffnete Steinbruch, in dem pro Jahr etwa 500.000 Tonnen Hartgestein abgebaut werden, befindet sich in der Katastralgemeinde Meidling. Eigentümer ist die Firma Asamer Holding, die als der größte Kieshersteller und der zweitgrößte Betonerzeuger gilt. Diese hat zur Modernisierung der gesamten Anlage vier Millionen Euro investiert. Asamer Holding übernahm im Mai 2002 den Betrieb von der Firma Wanko, die ihn seit 1927 geführt hatte. Der erste Besitzer des Steinbruches waren  die österreichischen Staatsbahnen. Seit jeher sorgt der Steinbruch für  Konflikte mit den Anrainern wegen der großen Lärm- und Staubbelastung.[2][12]

- Wilhelm Kienzl-Museum: Das Wilhelm Kienzl-Museum ist ein Museum zu Ehren des Komponisten Wilhelm Kienzl. Das aus dem Jahr 1651 stammende, sich auf dem Hellerhof befindliche Wirtschaftsgebäude wurde dazu im Jahr 2002 umgebaut und renoviert. Der Stadel des Hellerhofes war 1812 von einem Brand erfasst worden. Daraus entwickelte sich ein historischer Kriminalfall, der die Grundidee von Wilhelm Kienzls Oper Der Evangelimann bildete. Die Uraufführung fand 1895 in Berlin statt. Historisches Vorbild des Evangelimanns war der in Paudorf gebürtige Abt von Göttweig, Engelbert Schwerdfeger.

- Abt Johannes Dizent Museum: Das im Juni 2010 eröffnete Museum im Hellerhof umfasst neben der Kapelle vier weitere Räume (Alte und Neue Sakristei, Gedenkraum und Oratorium) und ist dem in Danzig geborenen Abt Johannes Ev. V. Dizent (1642–1689) gewidmet.

- Die Sieben Marksteine, eine Steinsetzung im südöstlichen Dunkelsteinerwald

- Siehe auch: Liste der denkmalgeschützten Objekte in Paudorf

### Regelmäßige Veranstaltungen
- Holzbildhauersymposion: Das Holzbildhauersymposion findet seit 1997 alle fünf Jahre statt. Hierbei arbeiten verschiedene Künstler zwei Wochen lang an Baumstämmen und formen daraus Skulpturen, welche in der Gemeinde aufgestellt werden. 1997 und 2002 veranstaltete die Marktgemeinde Paudorf im Hellerhof das Internationale Bildhauer-Symposium unter der künstlerischen Leitung von Hannes Hermann Bischof (Höbenbach). 2007 fand das Symposium im nahegelegenen Maria Ellend statt.

- Skulpturenwanderweg: Am 6. April 2003 eröffnete Bürgermeister Karl Brugger den Skulpturenwanderweg entlang des Höbenbachs. Dieser Weg zeigt zwölf geschnitzte Skulpturen des Bildhauersymposiums 2002.

### Sport
Für sportliche Aktivitäten bietet Paudorf einen Tennisplatz sowie zahlreiche Rad- und Wanderwege durch den Dunkelsteinerwald und auf den mit Mammutbäumen bewachsenen, südlich vom Ortszentrum gelegenen Eichberg. Es besteht weiterhin die Möglichkeit, den Bildstockweg oder eine Etappe des Jakobsweges, der beim Stift Göttweig beginnt, zu begehen.
Der im Jahr 1968 gegründete Fußballverein SV AFA Paudorf spielt derzeit in der zweiten Klasse Wachau (achte Leistungsstufe). Neben der Kampfmannschaft nimmt der Verein mit der Reservemannschaft, einer U-14-, einer U-12-, einer U-11- und einer U-9-Mannschaft an den Meisterschaften teil. Die Vereinsfarben sind rot-weiß. Die Heimstätte befindet sich im Ortszentrum.

## Wirtschaft und Infrastruktur

### Ansässige Unternehmen
Arbeitsstätten und Beschäftigte: Laut Arbeitsstättenzählung 2001 gab es in Paudorf 71 Arbeitsstätten mit 134 Beschäftigten, wovon 202 unselbständige Beschäftigte waren. Wichtigste Branche in der Gemeinde ist demnach Handel; Reparatur v.Kfz u.Gebrauchsgütern mit 13 Betrieben (19 Beschäftigte). Weiterhin von Bedeutung ist die Branche Realitätenwesen, Unternehmensdienst. mit damals 12 Arbeitsstätten (17 Beschäftigte) sowie das Gesundheits-, Veterinär- u. Sozialwesen mit 31 Beschäftigten und 10 Arbeitsstätten. Bergbau und Gewinnung von Steinen u.Erden, zu welchem der Betrieb des Steinbruches zählt umfasst zwei Arbeitsstätten mit 47 Beschäftigten.
Die geringen Beschäftigungsmöglichkeiten in der Gemeinde verursachen zudem eine hohe Pendlerrate. Bei 132 Einpendlern waren bei der Volkszählung 2001 924 Einwohner von Paudorf außerhalb ihrer Heimatgemeinde beschäftigt.

### Land- und Forstwirtschaft
| Viehbestand        | 1999 | 2010 |
| ------------------ | ---- | ---- |
| Schweine           | 932  | 242  |
| Hühner             | 416  | 117  |
| Sonstiges Geflügel | 85   | 0    |
| Schafe             | 5    | 0    |
| Rinder             | 11   | 18   |
| Pferde             | 10   | 8    |

1999 bestanden in Paudorf 113 land- und forstwirtschaftliche Betriebe, die insgesamt rund 1007 Hektar Fläche bewirtschafteten. 33 Betriebe wurden im Haupterwerb und 77 im Nebenerwerb geführt. Zwei Betriebe waren im Eigentum von juristischen Personen. Gegenüber 1995 hat sich der Rückgang der landwirtschaftlichen Betriebe insbesondere im Bereich der Nebenerwerbslandwirte fortgesetzt. Insgesamt reduzierte sich die Zahl der landwirtschaftlichen Betriebe zwischen 1995 und 1999 um 15,0 %, während die bewirtschaftete Fläche beinahe unverändert blieb.
Bei der Viehbestand-Zählung 1999 gab es in Paudorf insgesamt 35 Viehhalter, welche 1524 Nutztiere besaßen. Rund 61 % der Nutztiere (21 Halter) waren Schweine. Die meisten davon (407) waren Mastschweine. 304 gehörten zur Kategorie Jungschweine (20-u.50 kg Lebend-gewicht). Neben diesen gab es auch erstaunlich viele Hühner. Alle 461 Tiere (21 Halter) waren demnach Kücken und Hennen für Legezwecke, Hähne.

#### Weinbau
Im Zentrum des Weinbaues steht die Stadt Krems, die zu den ältesten Weinbaustädten Österreichs zählt. Krems ist auch seit 1875 Standort einer Weinbauschule und Schauplatz der Niederösterreichischen Landesweinmesse. Dadurch erstrecken sich die Weinbaugebiete bis nach Paudorf und Umgebung. Ausschlaggebend dafür war unter anderem das ideale Klima für den Weinbau. Momentan erlebt der Weinbau in der Region aufgrund der guten Vermarktung und dem hohen Interesse einen großen Aufschwung.
In Paudorf gab es 2001 130 Betriebe, welche 161,93 Hektar Fläche bewirtschafteten. Davon wurden 125,26 (77 %) Hektar für Weißwein und 28,79 (18 %) Hektar für Rotwein ertragsfähig genutzt. Nicht ertragsfähig wurden für Weißwein 3,75 (2 %) Hektar und für Rotwein (1 %) 2,19 Hektar bewirtschaftet. Für Rotwein wurde der Zweigelt und der Blaue Portugieser am Flächengrößten angebaut, für Weißwein war es der Grüne Veltliner und der Neuburger. 98,18 Hektar wurden seit mehr als 20 Jahre, 27,82 Hektar seit zehn bis 19 Jahre, 28,05 Hektar seit drei bis neun Jahre und 5,94 Hektar unter drei Jahren betrieben. In Paudorf gibt es außerdem Rebschulen, die 1,94 Hektar beanspruchen.

### Verkehr

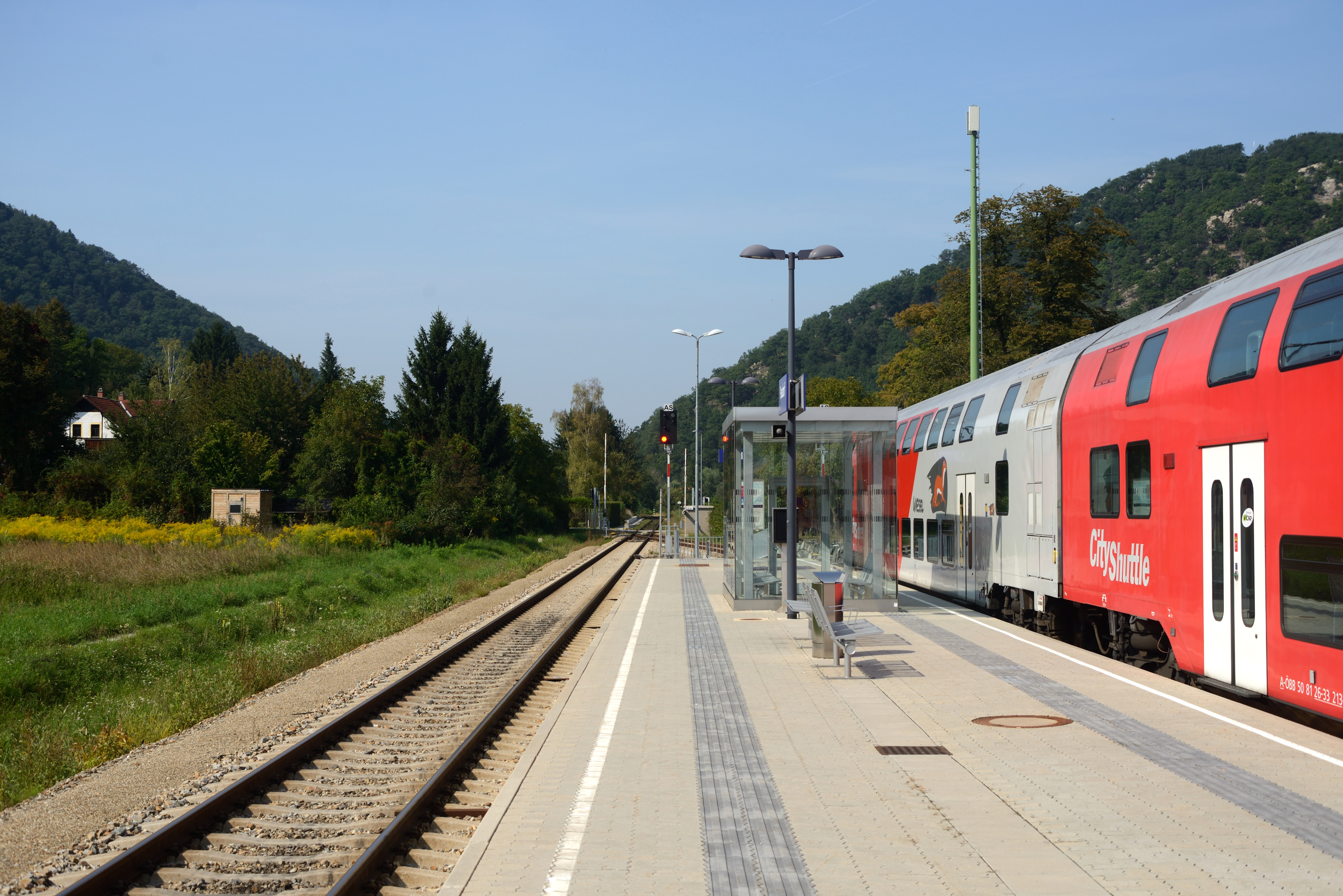
Bahnsteig des Bhf. Paudorf

Durch Paudorf läuft die Kremser Straße (Landesstraße 100).
In Paudorf befindet sich der Bahnhof Paudorf an der Bahnstrecke Herzogenburg–Krems. Das Aufnahmsgebäude wurde abgerissen und durch eine gläserne Wartekoje am neu errichteten Mittelbahnsteig ersetzt.

### Öffentliche Einrichtungen
- Marktgemeindeamt Paudof
- Für die medizinische Versorgung stehen drei allgemeine Ärzte sowie ein Zahnarzt zur Verfügung.

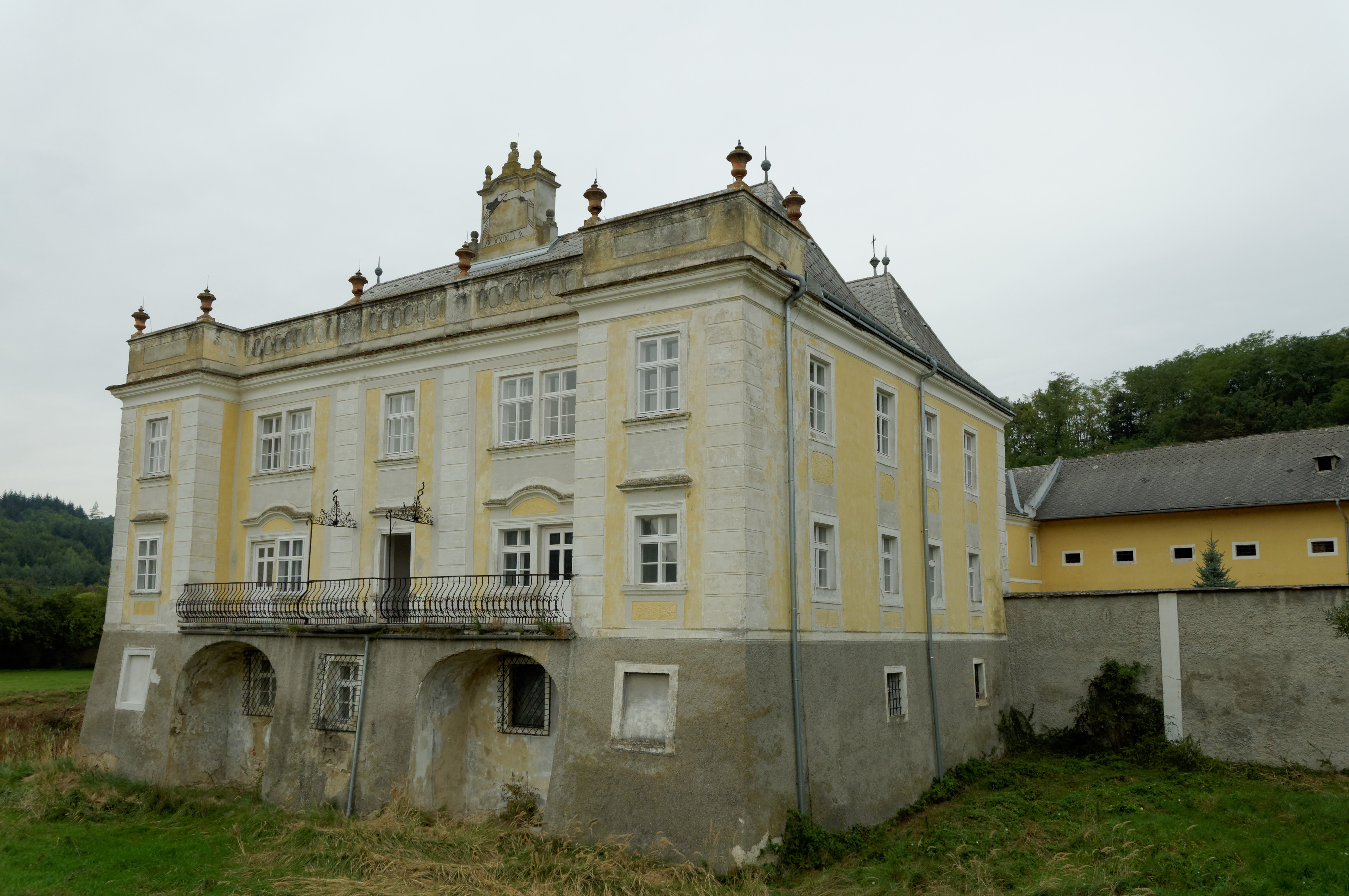
Schloss Meidling, seit 2012 wieder in Privatbesitz, davor Außenstelle der Justizanstalt Stein

- Die Betreuung von älteren Menschen leistet die Volkshilfe Niederösterreich.
- Weiteres besteht für die Betreuung von Menschen mit Behinderungen eine Niederlassung der Lebenshilfe Österreich.
- In Paudorf bestehen fünf Freiwillige Feuerwehren: in Paudorf (gegründet 1888), in Krustetten (gegründet 1895), in Meidling (gegründet 1952), in Tiefenfucha (gegründet 1895) und in Höbenbach (gegründet 1894). Diese gehören zum Bezirksfeuerwehrkommando Krems, Abschnittsfeuerwehrkommando Mautern.[16][17] Ab 2026 soll es nur mehr eine gemeinsame Feuerwehr für die Gemeinde geben.
- Im Schloss Meidling bestand seit 1968 eine Außenstelle der Justizanstalt Stein mit Ökonomie (Schweinezucht und -mast) und Gärtnerei. Seit 2012 ist das Anwesen wieder in Privatbesitz.[18]

### Bildung
- In Paudorf besteht ein Kindergarten mit insgesamt drei Gruppen.
- Musikvolksschule: Die Musikvolksschule befindet sich im Ortszentrum und weist 12 Lehrer und etwa 100 Schüler und Schülerinnen auf. Die Schule umfasst fünf allgemeine und zwei musikalische Klassen.[19]

Von den 1992 Einwohnern, die im Jahr 2001 über 15 Jahre alt waren, hatten 66 einen Hochschulabschluss, 59 hatten eine hochschulverwandte Ausbildung, 119 hatten eine berufsbildende höhere Schule, 79 hatten eine allgemeinbildende höhere Schule, 268 hatten eine Fachschule, 765 hatten eine Lehre und 636 hatten eine allgemeinbildende Pflichtschule als ihre höchste abgeschlossener Ausbildung absolviert.

## Politik

### Gemeinderat
Die Gemeinderats- und Bürgermeisterwahlen finden alle fünf Jahre statt.
| Ergebnisse der Gemeinderatswahlen von Paudorf seit 1990 | Ergebnisse der Gemeinderatswahlen von Paudorf seit 1990 | Ergebnisse der Gemeinderatswahlen von Paudorf seit 1990 | Ergebnisse der Gemeinderatswahlen von Paudorf seit 1990 | Ergebnisse der Gemeinderatswahlen von Paudorf seit 1990 | Ergebnisse der Gemeinderatswahlen von Paudorf seit 1990 | Ergebnisse der Gemeinderatswahlen von Paudorf seit 1990 | Ergebnisse der Gemeinderatswahlen von Paudorf seit 1990 | Ergebnisse der Gemeinderatswahlen von Paudorf seit 1990 | Ergebnisse der Gemeinderatswahlen von Paudorf seit 1990 | Ergebnisse der Gemeinderatswahlen von Paudorf seit 1990 | Ergebnisse der Gemeinderatswahlen von Paudorf seit 1990 | Ergebnisse der Gemeinderatswahlen von Paudorf seit 1990 | Ergebnisse der Gemeinderatswahlen von Paudorf seit 1990 | Ergebnisse der Gemeinderatswahlen von Paudorf seit 1990 | Ergebnisse der Gemeinderatswahlen von Paudorf seit 1990 | Ergebnisse der Gemeinderatswahlen von Paudorf seit 1990 | Ergebnisse der Gemeinderatswahlen von Paudorf seit 1990 | Ergebnisse der Gemeinderatswahlen von Paudorf seit 1990 | Ergebnisse der Gemeinderatswahlen von Paudorf seit 1990 | Ergebnisse der Gemeinderatswahlen von Paudorf seit 1990 | Ergebnisse der Gemeinderatswahlen von Paudorf seit 1990 | Ergebnisse der Gemeinderatswahlen von Paudorf seit 1990 | Ergebnisse der Gemeinderatswahlen von Paudorf seit 1990 | Ergebnisse der Gemeinderatswahlen von Paudorf seit 1990 |
| Ergebnis von                                            | 1990                                                    | 1990                                                    | 1990                                                    | 1995                                                    | 1995                                                    | 1995                                                    | 2000                                                    | 2000                                                    | 2000                                                    | 2005                                                    | 2005                                                    | 2005                                                    | 2010                                                    | 2010                                                    | 2010                                                    | 2015                                                    | 2015                                                    | 2015                                                    | 2020                                                    | 2020                                                    | 2020                                                    | 2025                                                    | 2025                                                    | 2025                                                    |
| ------------------------------------------------------- | ------------------------------------------------------- | ------------------------------------------------------- | ------------------------------------------------------- | ------------------------------------------------------- | ------------------------------------------------------- | ------------------------------------------------------- | ------------------------------------------------------- | ------------------------------------------------------- | ------------------------------------------------------- | ------------------------------------------------------- | ------------------------------------------------------- | ------------------------------------------------------- | ------------------------------------------------------- | ------------------------------------------------------- | ------------------------------------------------------- | ------------------------------------------------------- | ------------------------------------------------------- | ------------------------------------------------------- | ------------------------------------------------------- | ------------------------------------------------------- | ------------------------------------------------------- | ------------------------------------------------------- | ------------------------------------------------------- | ------------------------------------------------------- |
|                                                         | Stim- men                                               | %                                                       | Man- date                                               | Stim- men                                               | %                                                       | Man- date                                               | Stim- men                                               | %                                                       | Man- date                                               | Stim- men                                               | %                                                       | Man- date                                               | Stim- men                                               | %                                                       | Man- date                                               | Stim- men                                               | %                                                       | Man- date                                               | Stim- men                                               | %                                                       | Man- date                                               | Stim- men                                               | %                                                       | Man- date                                               |
| Wahlberechtigt                                          | 1859                                                    | –                                                       | 21                                                      | 1981                                                    | –                                                       | 21                                                      | 2118                                                    | –                                                       | 21                                                      | 2142                                                    | –                                                       | 21                                                      | 2346                                                    | –                                                       | 21                                                      | 2497                                                    | –                                                       | 21                                                      | 2369                                                    | –                                                       | 21                                                      | 2235                                                    | –                                                       | 21                                                      |
| Abgegeben                                               | 1566                                                    | 84,24                                                   | –                                                       | 1620                                                    | 81,78                                                   | –                                                       | 1629                                                    | 76,91                                                   | –                                                       | 1660                                                    | 77,50                                                   | –                                                       | 1807                                                    | 77,02                                                   | –                                                       | 1789                                                    | 71,65                                                   | –                                                       | 1758                                                    | 74                                                      | –                                                       | 1699                                                    | 76,02                                                   | –                                                       |
| Ungültig                                                | 53                                                      | –                                                       | –                                                       | 60                                                      | –                                                       | –                                                       | 39                                                      | –                                                       | –                                                       | 65                                                      | –                                                       | –                                                       | 52                                                      | –                                                       | –                                                       | 52                                                      | –                                                       | –                                                       | 28                                                      | –                                                       | –                                                       | 29                                                      | –                                                       | –                                                       |
| Gültig                                                  | 1513                                                    | 96,26                                                   | –                                                       | 1560                                                    | 96,30                                                   | –                                                       | 1590                                                    | 97,61                                                   | –                                                       | 1595                                                    | 96,08                                                   | –                                                       | 1755                                                    | 97,12                                                   | –                                                       | 1737                                                    | 97,09                                                   | –                                                       | 1730                                                    | 98                                                      | –                                                       | 1670                                                    | 98,29                                                   | –                                                       |
| davon entfielen auf                                     |                                                         |                                                         |                                                         |                                                         |                                                         |                                                         |                                                         |                                                         |                                                         |                                                         |                                                         |                                                         |                                                         |                                                         |                                                         |                                                         |                                                         |                                                         |                                                         |                                                         |                                                         |                                                         |                                                         |                                                         |
| SPÖ                                                     | 1080                                                    | 71,38                                                   | 15                                                      | 931                                                     | 59,68                                                   | 13                                                      | 974                                                     | 61,36                                                   | 13                                                      | 951                                                     | 59,62                                                   | 13                                                      | 1099                                                    | 62,62                                                   | 13                                                      | 915                                                     | 52,68                                                   | 11                                                      | 836                                                     | 48                                                      | 10                                                      | 511                                                     | 30,6                                                    | 6                                                       |
| ÖVP                                                     | 433                                                     | 28,62                                                   | 6                                                       | 448                                                     | 28,72                                                   | 6                                                       | 470                                                     | 29,56                                                   | 6                                                       | 644                                                     | 40,38                                                   | 8                                                       | 656                                                     | 37,38                                                   | 8                                                       | –                                                       | –                                                       | –                                                       |                                                         |                                                         |                                                         | –                                                       | –                                                       | –                                                       |
| L. ÖVP *                                                | –                                                       | –                                                       | –                                                       | –                                                       | –                                                       | –                                                       | –                                                       | –                                                       | –                                                       | –                                                       | –                                                       | –                                                       | –                                                       | –                                                       | –                                                       | 661                                                     | 38,05                                                   | 8                                                       | 788                                                     | 46                                                      | 10                                                      | 1002                                                    | 60                                                      | 13                                                      |
| FPÖ                                                     | n.k.                                                    | –                                                       | –                                                       | 181                                                     | 11,60                                                   | 2                                                       | 146                                                     | 9,18                                                    | 2                                                       | n.k.                                                    | –                                                       | –                                                       | n.k.                                                    | –                                                       | –                                                       | 161                                                     | 9,27                                                    | 2                                                       | 106                                                     | 6                                                       | 1                                                       | 157                                                     | 9,4                                                     | 2                                                       |
| Sonstige                                                | n.k.                                                    | –                                                       | –                                                       | n.k.                                                    | –                                                       | –                                                       | n.k.                                                    | –                                                       | –                                                       | n.k.                                                    | –                                                       | –                                                       | n.k.                                                    | –                                                       | –                                                       | n.k.                                                    | –                                                       | –                                                       | n.k.                                                    | –                                                       | –                                                       | n.k.                                                    | –                                                       | –                                                       |

### Bürgermeister
Bürgermeister der Marktgemeinde ist Martin Rennhofer von der ÖVP. Vizebürgermeister ist Hannes Mühlböck (FPÖ); Amtsleiter ist Dieter Ott (Stand März 2020).
Der Gemeindevorstand setzt sich aus dem Bürgermeister, dem Vizebürgermeister und den geschäftsführenden Gemeinderäten zusammen.
Landtagswahlen:
Bei der Landtagswahl 2008 ergab sich ein vollkommen anderes Bild als bei der Gemeinderatswahl im Jahr 2005. Von insgesamt 1570 gültigen Stimmen entfielen 714 (45,48 %) auf die ÖVP, 594 auf die SPÖ (37,83 %) und 140 auf die FPÖ (8,92 %). Die Grünen erreichten 93 (5,92 %) Stimmen. Die restlichen Stimmen verteilten sich auf die KPÖ, BZÖ und die Christenpartei NÖ (DCP).
Bei der Landtagswahl 2018 verteilten sich die 1567 gültigen Stimmen wie folgt: 674 Stimmen (43,01 %) entfielen auf die ÖVP, 491 (31,33 %) auf die SPÖ, 232 (14,81 %) auf die FPÖ, die Grünen erhielten 95 Stimmen (6,06 %) und die NEOS 75 Stimmen (4,79 %).

### Wappen
Paudorf wurde 1985 anlässlich seiner Markterhebung mit einem Wappen ausgezeichnet.
Die silbernen Wellenbalken symbolisieren den Fladnitzbach, die drei Nadelbäumen das Waldgebiet des Dunkelsteinerwaldes. Das Zahnrad in der unteren Schildhälfte dokumentiert Gewerbe und Industrie, mit den Weinranken werden Landwirtschaft und Weinbau der Gemeinde dargestellt.

## Persönlichkeiten
- Hans Sterneder (1889–1981), Lehrer und Schriftsteller, wurde in Eggendorf geboren
- Richard Bamberger (1911–2007), österreichischer Literaturforscher und Autor, Gründer des Österreichischen Buchklubs der Jugend
- Georg Härtinger (* 1966), Brigardier und Militärkommandant von Niederösterreich und ehemaliger geschäftsführender Gemeinderat in Paudorf